# علي الفضالة
علي بن صالح الفضالة ، ( 1909 - 1989 ) نائب سابق في مجلس الأمة الكويتي.

## سيرته البرلمانية
شارك في انتخابات مجلس الأمة الكويتي 1963 في الدائرة الثامنة حولي وحصل على المركز الخامس برصيد (470) صوت وفاز بالانتخابات، وشارك في انتخابات مجلس الأمة الكويتي 1967 في الدائرة الثامنة حولي وحصل على المركز الرابع برصيد (727) صوت وفاز بالانتخابات، كما شارك في انتخابات مجلس الأمة الكويتي 1971 في الدائرة الثامنة حولي وحصل على المركز الخامس برصيد (436) صوت وفاز بالانتخابات، وكانت مشاركته الاخيرة في انتخابات مجلس الأمة الكويتي عام 1975 في الدائرة الثامنة حولي وحصل على المركز العاشر برصيد (472) صوت وخسر الانتخابات، وكان قبل دخوله مجلس الامة الكويتي عضوا في لجنة الجنسية والتي منحت الكويتيين الجنسية الكويتية سنة 1959 م، وعضوا في لجنة الإسكان منذ سنة 1975 م وحتى وفاته سنة 1989 م.

## انتخابات مجلس الأمة
| الانتخابات    | الدائرة الانتخابية | المركز        | عدد الأصوات | النتيجة |
| ------------- | ------------------ | ------------- | ----------- | ------- |
| انتخابات 1963 | الدائرة الثامنة    | المركز الخامس | 470 صوت     | فاز     |
| انتخابات 1967 | الدائرة الثامنة    | المركز الرابع | 727 صوت     | فاز     |
| انتخابات 1971 | الدائرة الثامنة    | المركز الخامس | 436 صوت     | فاز     |
| انتخابات 1975 | الدائرة الثامنة    | المركز العاشر | 472 صوت     | خسر     |